# Kostel svatého Petra a Pavla (Unhošť)
Kostel svatého Petra a Pavla je římskokatolický barokně přestavený gotický kostel, dominanta Unhoště. Je to farní kostel římskokatolické farnosti Unhošť, pražské diecéze.

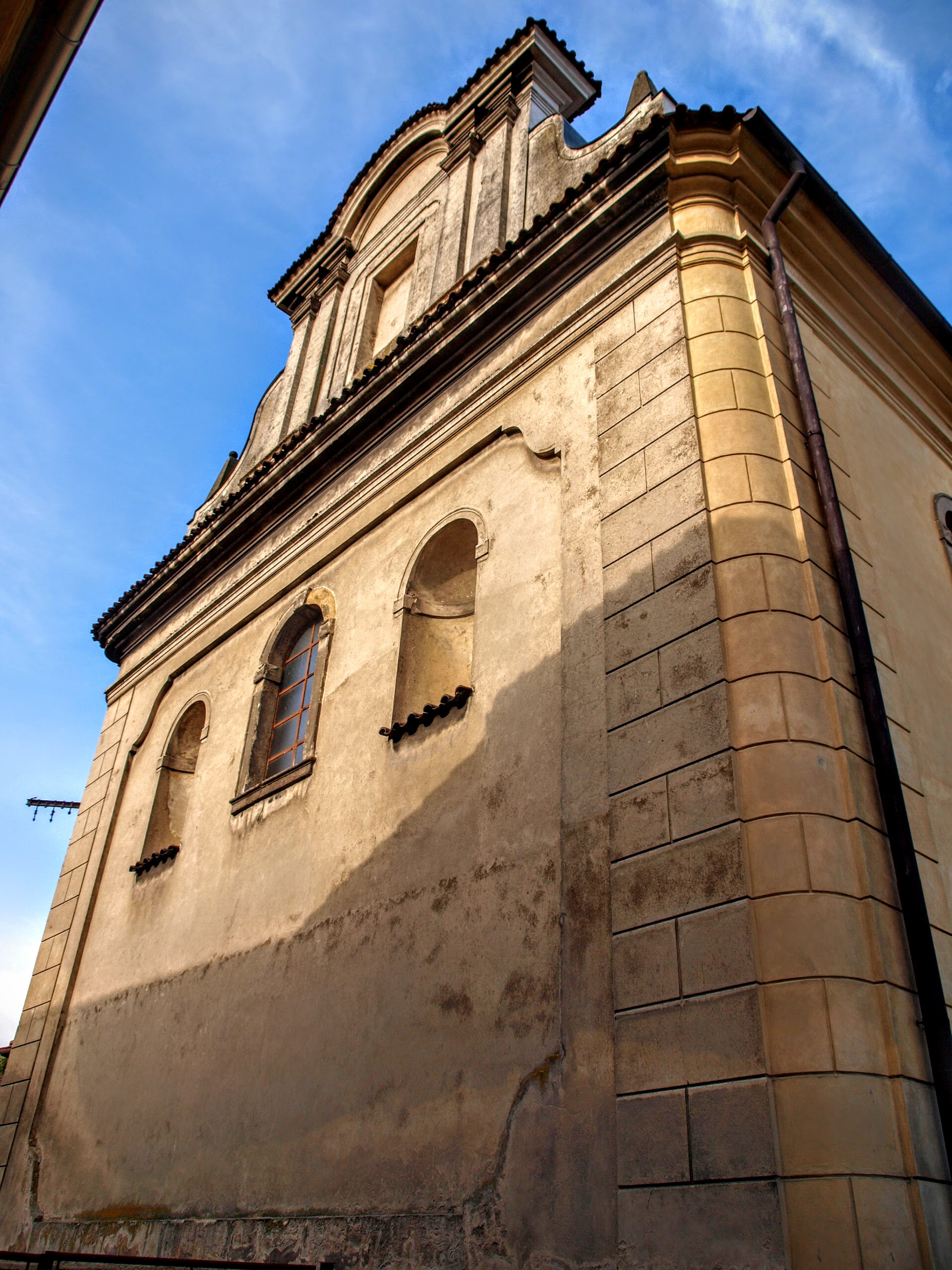
Kostel sv. Petra a Pavla, západní průčelí

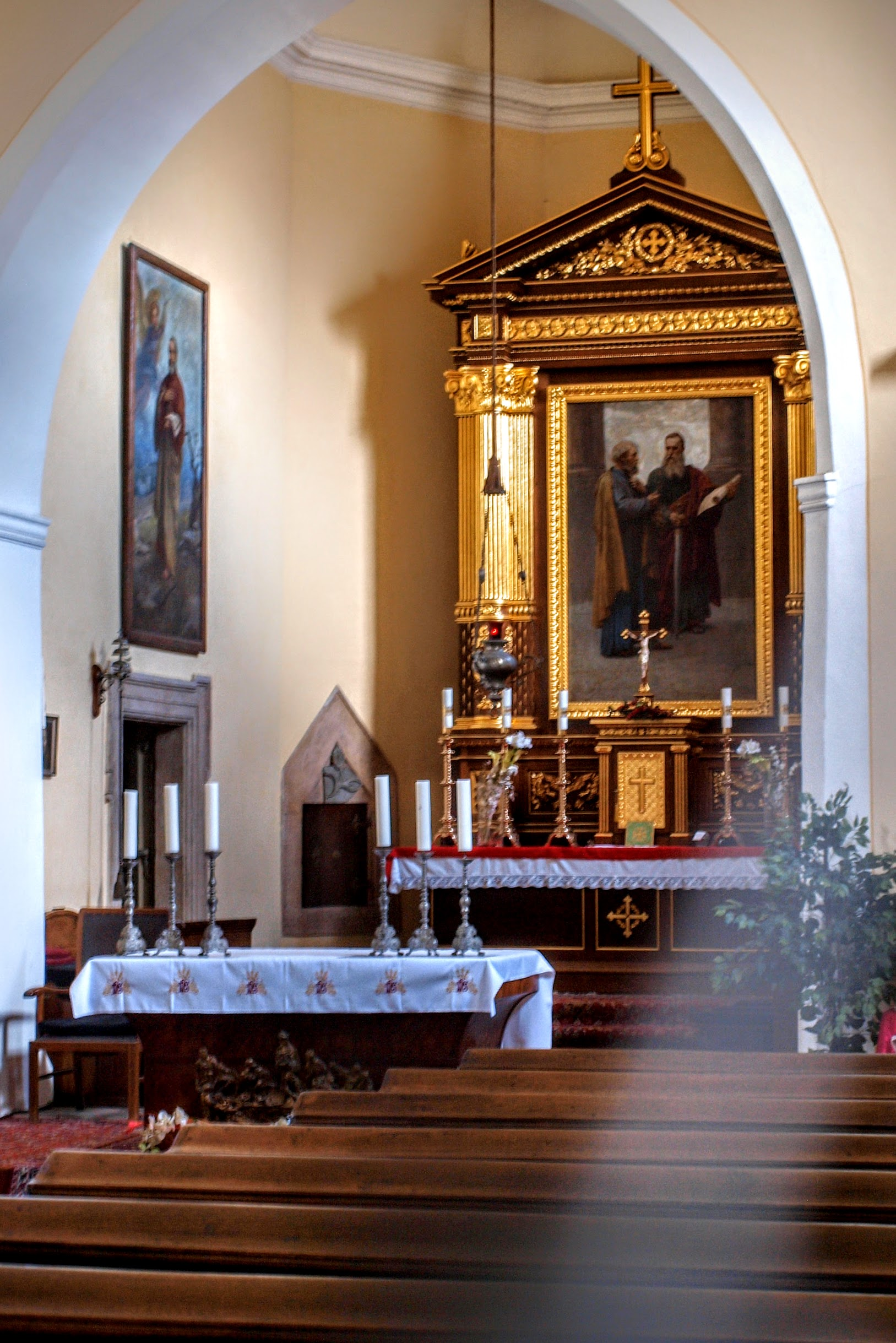
Presbytář kostela s oltářem sv. Petra a Pavla

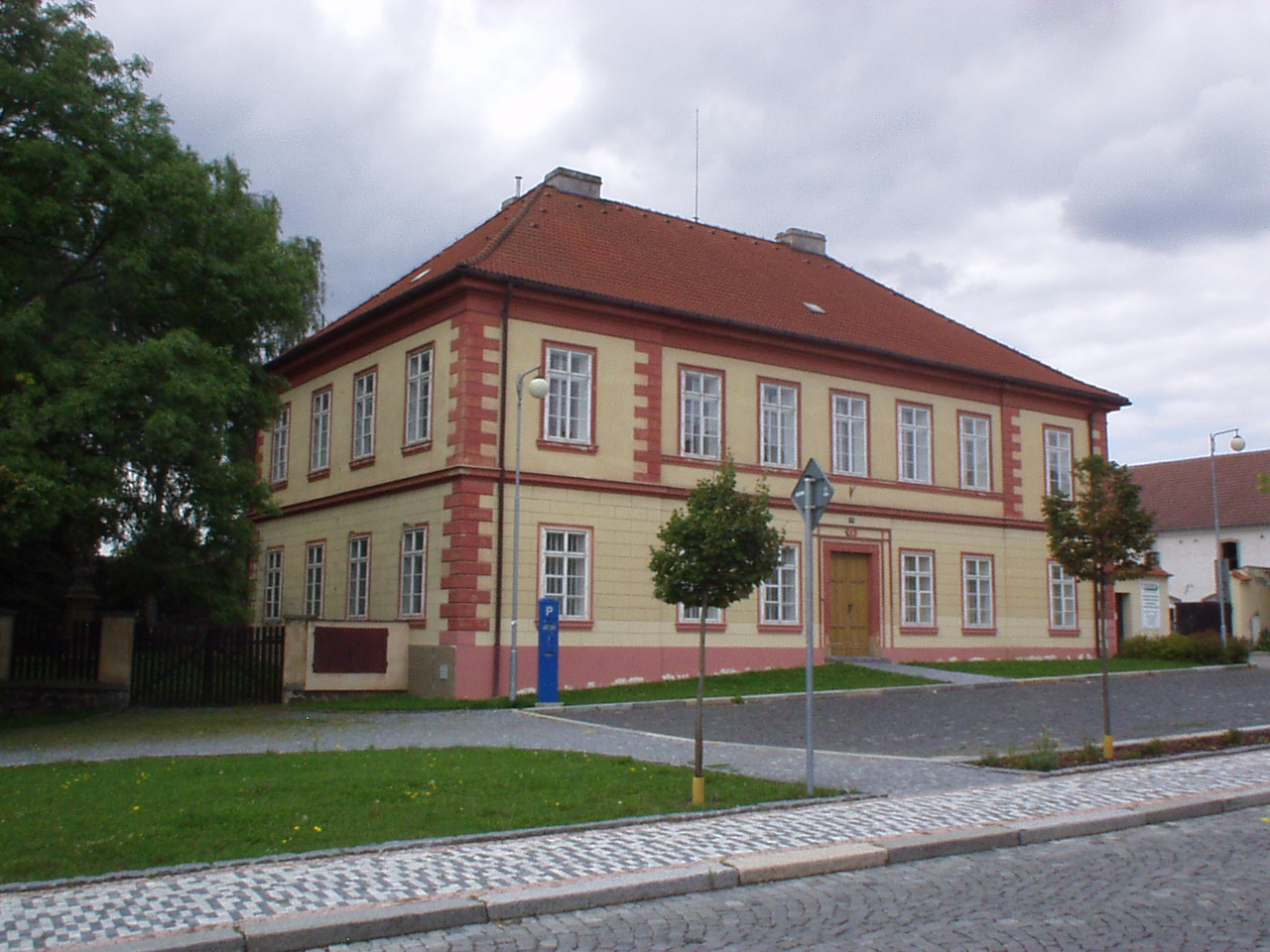
Fara v Unhošti

## Popis stavby
Zachovalá jednolodní stavba je zakončena trojbokým kněžištěm s přilehlou věží 42,5 metru vysokou. Loď na délku měří 16,6 m, na šířku 9,75 m. Rozměry kněžiště jsou: na délku 7,2 m a na šířku 4,2 m. Základní prostor lodi je členěn klenutými barokními okny s pískovcovou šambránou a dvěma naproti sobě symetricky umístěnými vchody, na jižní a severní straně. Oba vchody rámuje barokní pískovcový portál s profilovaným ostěním a supraportou doplněnou o červený osmihrotý kříž s červenou šesticípou hvězdou při jeho úpatí, tedy znakem Křižovnického řádu. Zadní severní vchod, původně vedoucí ze hřbitova, je chráněn přistavěnou chrámovou předsíní z počátku 19. století. Loď je na západní straně ukončena hudební kruchtou, na kterou vedou šnekovité schody. Pod kruchtou se nacházejí dvě rokokové zpovědnice. V podlaze kostela jsou umístěny čtyři náhrobní kameny a vchod do krypty.
Polygonální kněžiště je výškově sjednoceno s hlavní lodí, což je zdůrazněno průběžnou hlavní římsou. Zvenčí kostela se na zdi v místě kněžiště nachází pískovcová náhrobní deska Justiny Rosalie Anny, dcery unhošťského měšťana Ondřeje Andrušky, z roku 1707. Na severní straně kněžiště se nachází vchod do sakristie a vedle něj sanktuárium. Sanktuárium pochází ze 14. století a je vysoké 1,6 m. Tvoří je pravoúhlý výklenek s profilovaným rámem kolem, nahoře vybíhajícím v trojúhelný štít. V něm je vytesán výše zmíněný erb vladyků z Braškova. Od lodi je kněžiště odděleno gotickým obloukem, minimálně jeden metr silným.  
Západní průčelí  kostela je barokní, nároží má armováno bosáží přesahující až do úpatí štítu. V prvním patře má pouze okno na kruchtu a po jeho stranách dvě prázdné niky, bez původních soch sv. Petra a Pavla. Průčelí vrcholí barokním trojdílným štítem, ukončeným římsou pokrytou prejzy. Na vrcholu je osazen pískovcový kříž, po stranách barokní čučky.  Ve středu štítu je umístěno slepé obdélné okno po stranách rámované pilastry. Postranní křídla jsou umístěna níže a zakončena volutou. Na římse jsou rovněž zakončena pískovcovými pyramidami. 
- Věž na čtvercovém půdorysu a o výšce čtyř podlaží je propojená s kněžištěm. Nedílnou součást věže tvořily zvony, které však byly v obou světových válkách zrekvírované. Současných šest zvonů zhotovil Rudolf Manoušek. Do věže se vstupuje severní hranolovou přístavbou s točitým schodištěm. V přízemí s valenou klenbou se nachází sakristie. Zakončena je barokní cibulovitou střechou pokrytou šindelem, na vrcholu s křížem, jehož úpatí zdobí opět křižovnická hvězda. V prvním a třetím patře byla vybudována střílnová okna. Na pavlači je zavěšen zvonek umíráček. V ose nad ním je do báně cibule umístěn novodobý velký ciferník.

- Interiér kostela je zařízen spíše střídmě: Hlavní oltář má  barokní dřevěnou architekturu v černo-zlatém provedení. Oltářní obraz namaloval Emanuel Dítě mladší roku 1892.[1]. Zobrazuje apoštoly svatého Petra s klíči od nebeské brány v pravé ruce a svatého Pavla s listem a mečem. Dva postranní oltáře byly zrušeny, dochoval se z nich pouze obraz sv. apoštola Matěje od  Emanuela Dítě, zavěšený na severní stěně  presbytáře nad vchodem do sakristie. K původnímu baroknímu zařízení patří také rokoková kazatelna  z poloviny 18. století, kamenná  křtitelnice ze 17. století se sousoším Křtu Páně na víku, oltářní mensa, dvě zpovědnice a varhany. Zdi jsou omítnuty, s jednoduchým plastickým dekorem připomínajícím římsu, umístěným téměř u stropu. Zařízení doplňuje moderní Křížová cesta, dílo ak. sochaře Karla Stádníka z roku 1971, socha Panny Marie, další drobné plastiky andělíčků a několik obrazů. V podlaze kostela jsou vsazeny čtyři náhrobní desky, nejstarší z nich je datována letopočtem 1521. [2] Do budoucna se plánuje obnovit historický vzhled interiéru.

- Ke kostelu náleží klasicistní fara z první poloviny 19. století a městský hřbitov, založený po morové epidemii roku 1680. U severní zdi hřbitova byla koncem 17. století vystavěna barokní hřbitovní kaple sv. Barbory. V jejím interiéru se dochovaly původní nástěnné malby z 18. století, vnější podoba kaple prošla úpravami ve druhé polovině 19. století.

- Socha sv. Václava stojí v malém parčíku na jižní straně kostela, obrácené k veřejné městské komunikaci.
- Socha sv. Jana Nepomuckého  z roku 1730 stojí na dnes nepřístupné severní straně kostela, je hůře vidět, protože pozemek původního zde přiléhajícího hřbitova byl postupně obestavěn městskou zástavbou.

## Dějiny stavby

### Počátky kostela
Důkaz o existenci unhošťského kostela je doložen díky archeologickým výzkumům. V raném středověku na tomto místě stával menší dřevěný kostelík.
Ve druhé polovině 13. století zde byl založen románsko-gotický jednolodní kostel, a to pravděpodobně Správou královského křivoklátského panství, pod které Unhošť spadala. Nejstarší zmínka o kostele však pochází až z roku 1329 z darovací listiny krále Jana Lucemburského, který ho postoupil řádu křižovníků s červenou hvězdou v Praze. V jejich vlastnictví (včetně farnosti) zůstal dodnes, s výjimkou období husitských válek. Katolická správa byla na faře zdárně obnovena až roku 1661 s návratem křižovnických farářů. Ve druhé polovině 17. století v kostele působilo literánské bratrstvo, doprovázející mše hudbou a zpěvem. 
Prvním doloženým působícím farářem z roku 1347 byl Bušek Linhartův. Uvnitř kostela byl nalezen štít s erbem, který mohl patřit rodu vladyků z Braškova, z něhož Bušek Linhartův nejspíše pocházel. Z tohoto rodu známe také farářova bratra či bratrance Buška Leonarda, kanovníka metropolitní kapituly pražské, jenž také mimo jiné zastával funkci prvního ředitele stavební huti svatovítské katedrály za její gotické přestavby.

### Pozdější historie
Kostel prošel v průběhu staletí mnoha úpravami. Nejvýznamnější z nich se odehrála roku 1656, kdy byla k severnímu boku kněžiště přistavěna mohutná hranolovitá věž s cibulovitou bání v rámci oprav po třicetileté válce. Tato věž, s nahoře vybudovaným ochozem a světničkou pro strážného, kromě funkce zvonice (kterou do tehdejší doby splňovala starší zvonice na severní straně hřbitova), zastávala i funkci bezpečnostní. Strážný, který trvale pobýval v posledním patře, odtud mohl lépe přehlédnout případné hrozící nebezpečí pro město, jako požáry nebo průchozí vojska. Kostelní lodi přibyl malovaný strop a výzdoba stěn s císařským orlem, znakem měst a cechů.

#### Barokní přestavba
Charakter původní románsko-gotické stavby byl ovlivněn zejména barokním architektonickým slohem, kdy kostel v prvních dvaceti letech 18. století (1702–1724) prošel přestavbou pod vedením Františka Fortiniho. Pro kostel znamenala přestavba především umělecký přínos v podobě velmi hodnotné a dodnes zachované úpravy západního průčelí v barokním slohu.  Později však byly v těsné blízkosti (cca dva až tři metry od kostela) necitlivě přistaveny obytné domy, které zakrývají pohled na toto průčelí – tím pozbylo na své velkoleposti a dnešnímu návštěvníkovi se jeho orientace jeví jako nelogická.)  
Věž byla podepřena pískovcovými opěrnými pilíři, loď západně prodloužena o hudební kruchtu a zároveň výškově sjednocena s kněžištěm, okna byla doplněna pískovcovou šambránou se znamením kříže. Na jižní straně kostela, situované k náměstí, byl zřízen hlavní vchod s pískovcovým portálem a supraportou s křižovnickým znakem. Na severní straně byl zřízen vedlejší vchod, průchozí z tehdejšího hřbitova. Hřbitov byl později z hygienických důvodů přestěhován nedaleko od kostela, ale na okraj městyse. 

#### Pozdější přestavby
Další úpravy kostela se týkaly spíše interiéru, který byl v 18. století obohacen o nové varhany od Jana Ferdinanda Schwabla. Koncem 20. století pak došlo k opravě barokní architektury hlavního oltáře a k úpravě kněžiště. Poslední větší úpravy proběhly v letech 1971–1972 v duchu nových liturgických ustanovení Druhého vatikánského koncilu. Akademický sochař Karel Stádník vytvořil plastiku zobrazující Poslední večeři Páně, která byla následně zakomponována do barokní oltářní mensy. Jeho dílem je také cínová Křížová cesta zdobící stěny po obou stěnách. 

## Galerie

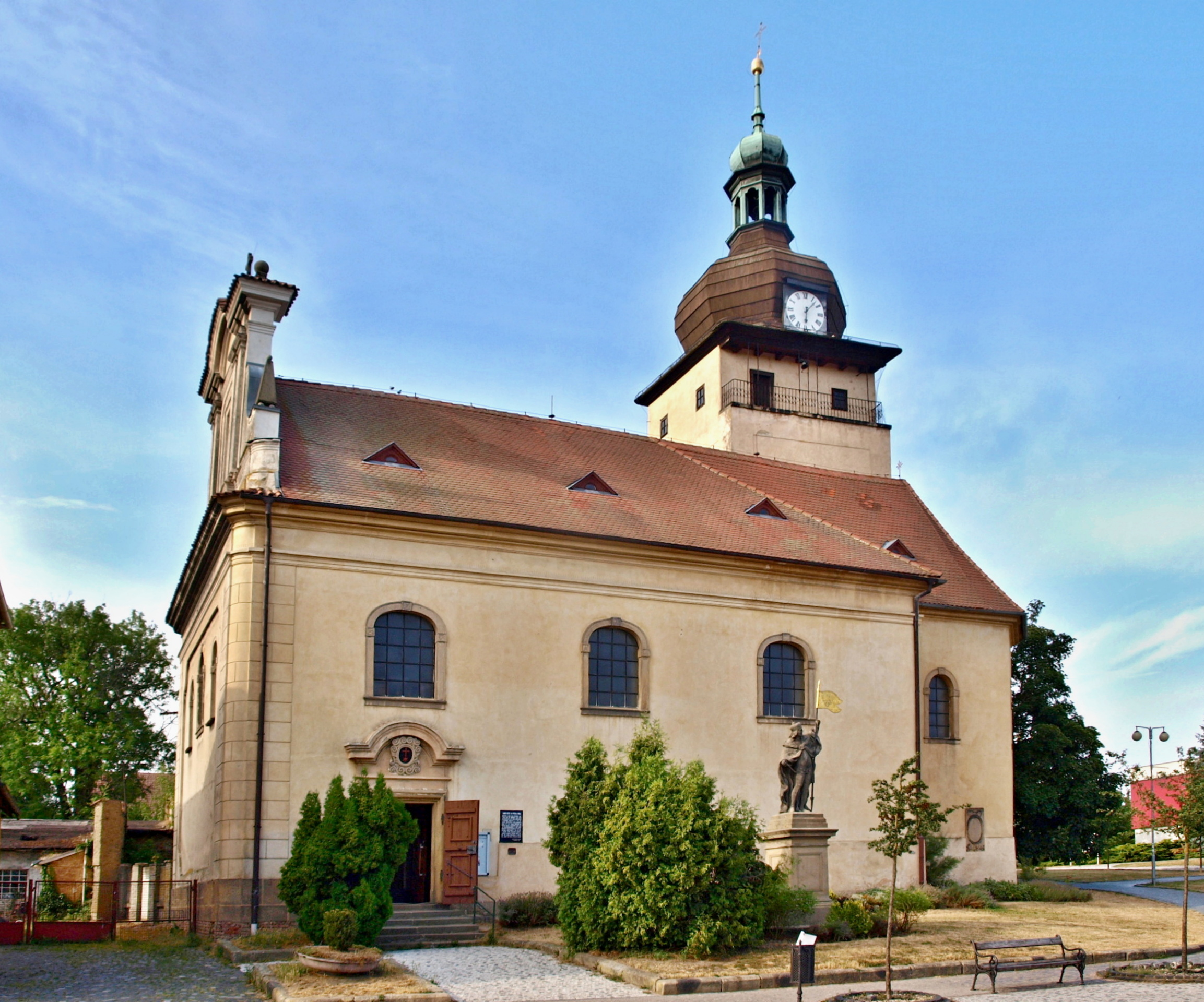
Kostel v roce 2015
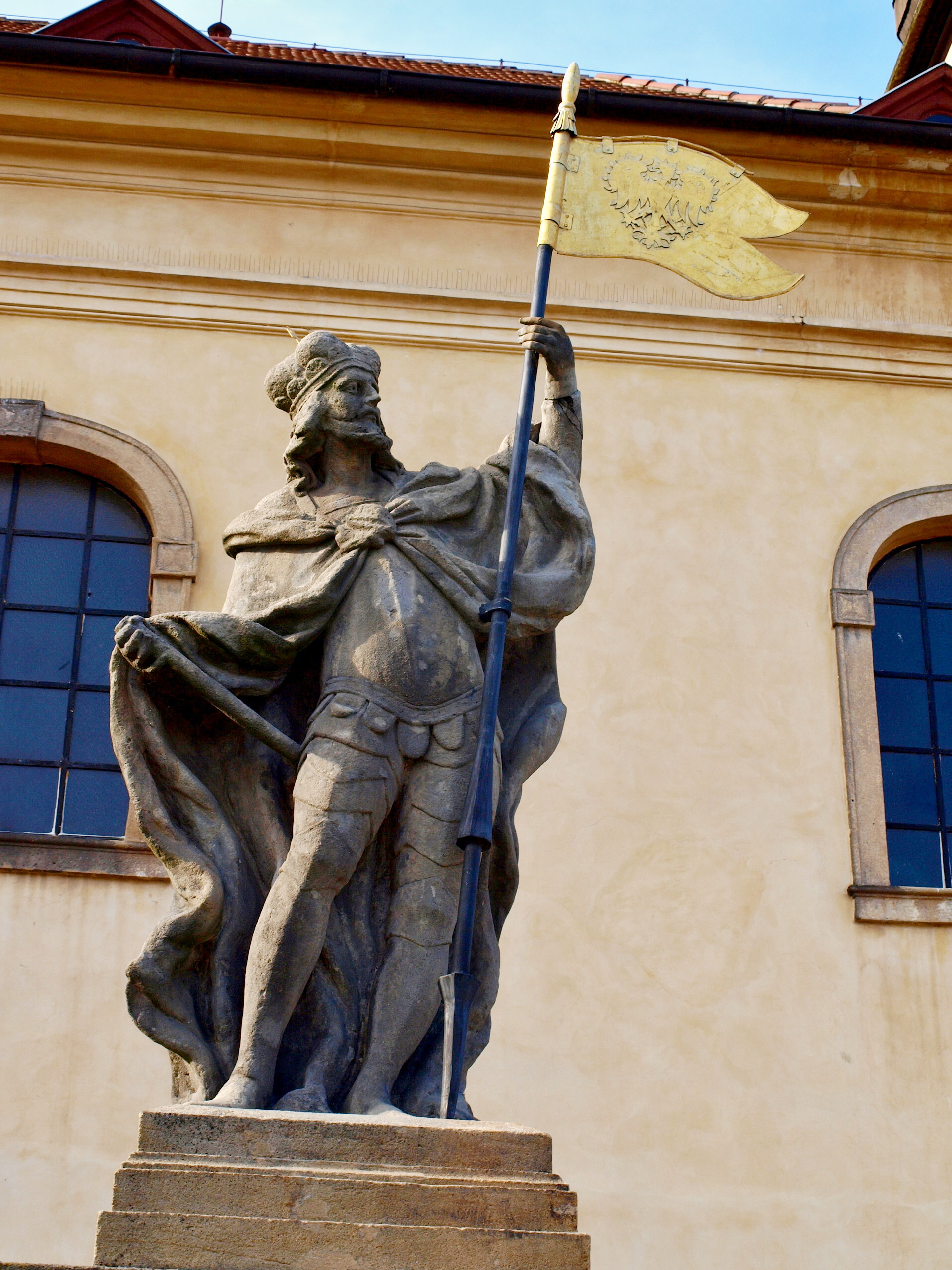
Socha sv. Václava před kostelem sv. Petra a Pavla
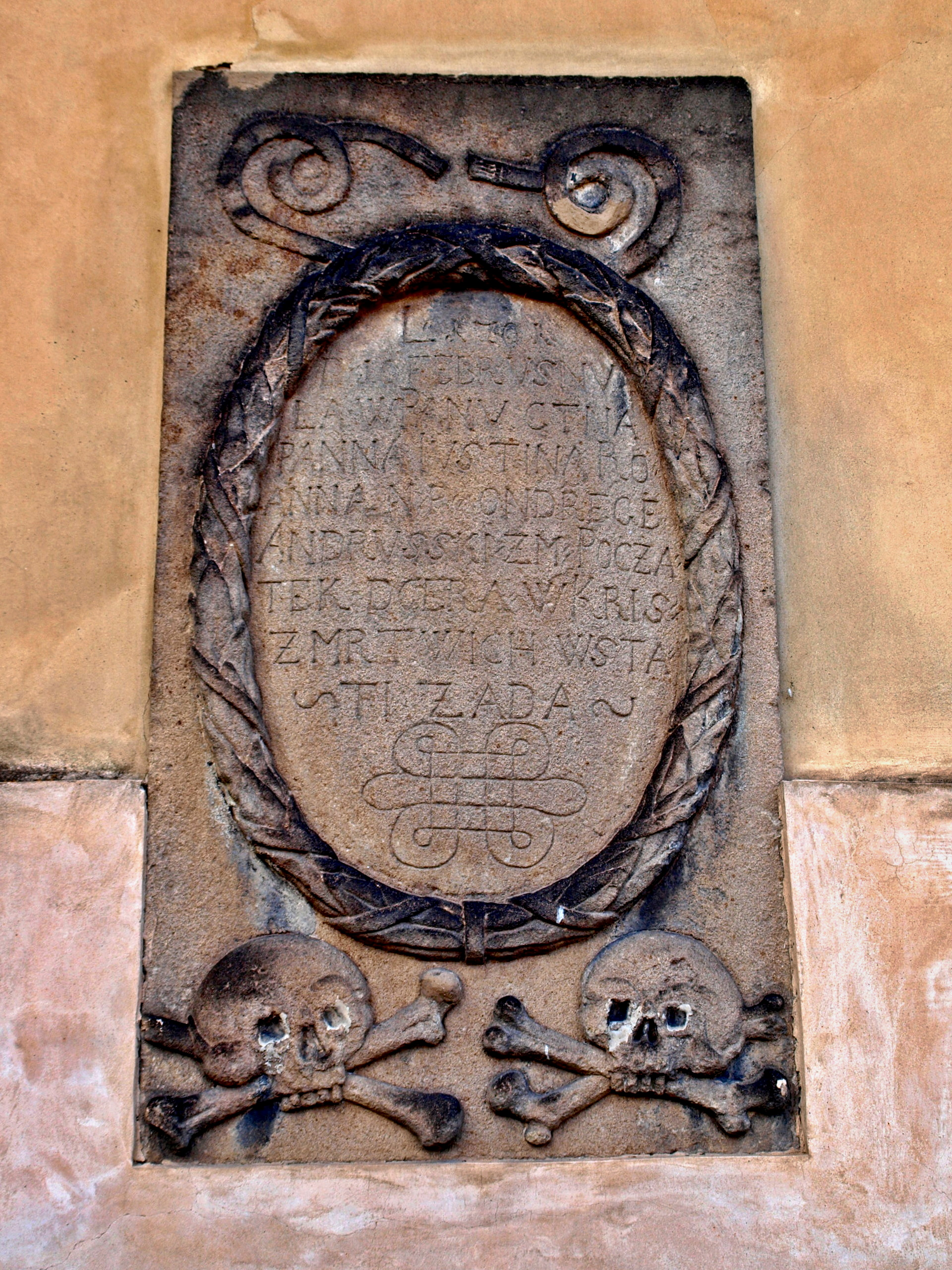
Náhrobní kámen Justiny Ondruškové z Počátek (z roku 1707), jižní zeď kostela sv. Petra a Pavla
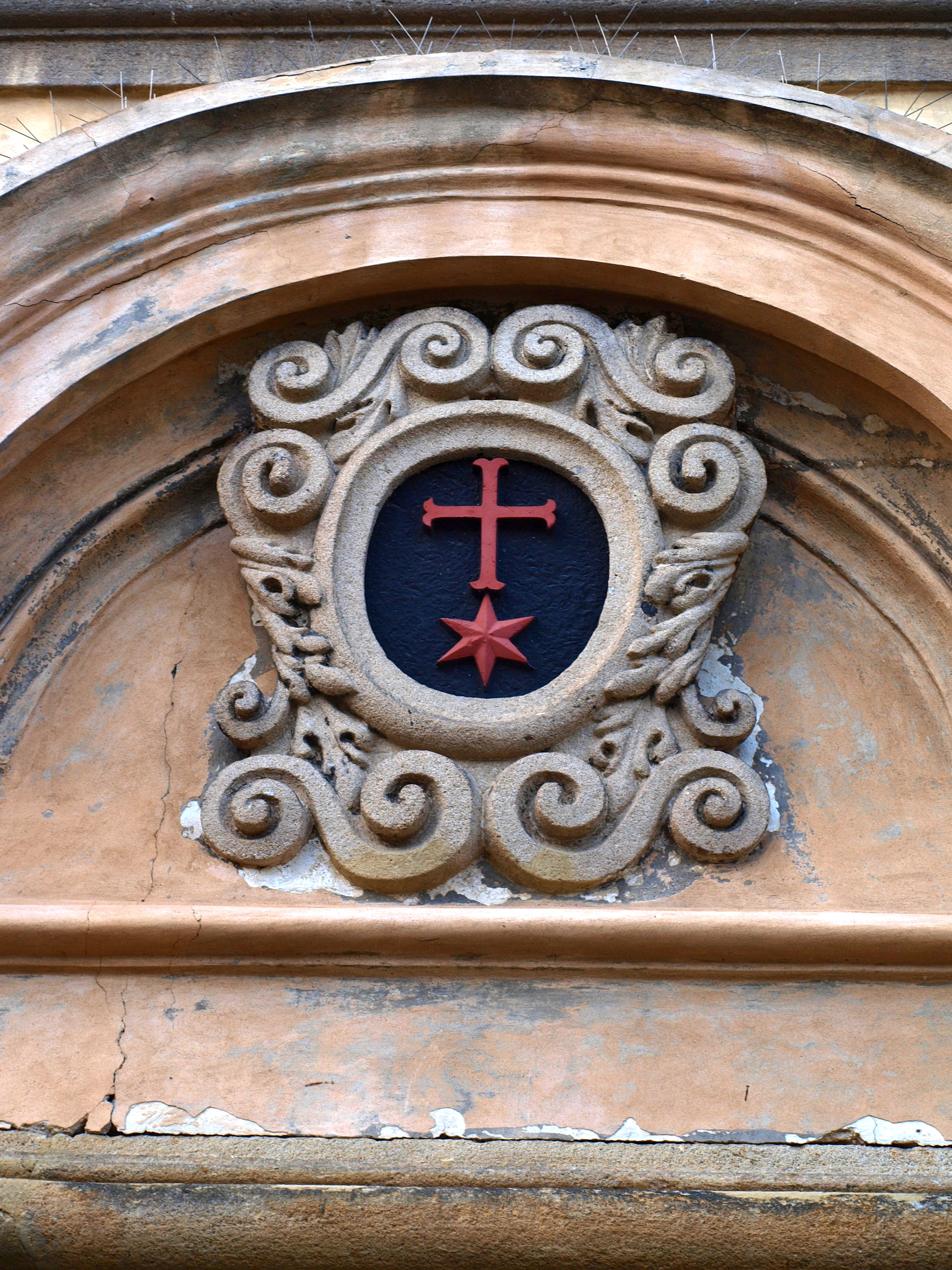
Vstup do kostela s křižovnickým znakem